# Eugrapheus longehamatus
Eugrapheus longehamatus là một loài bọ cánh cứng trong họ Cerambycidae.